# یوئی هاسه‌گاوا

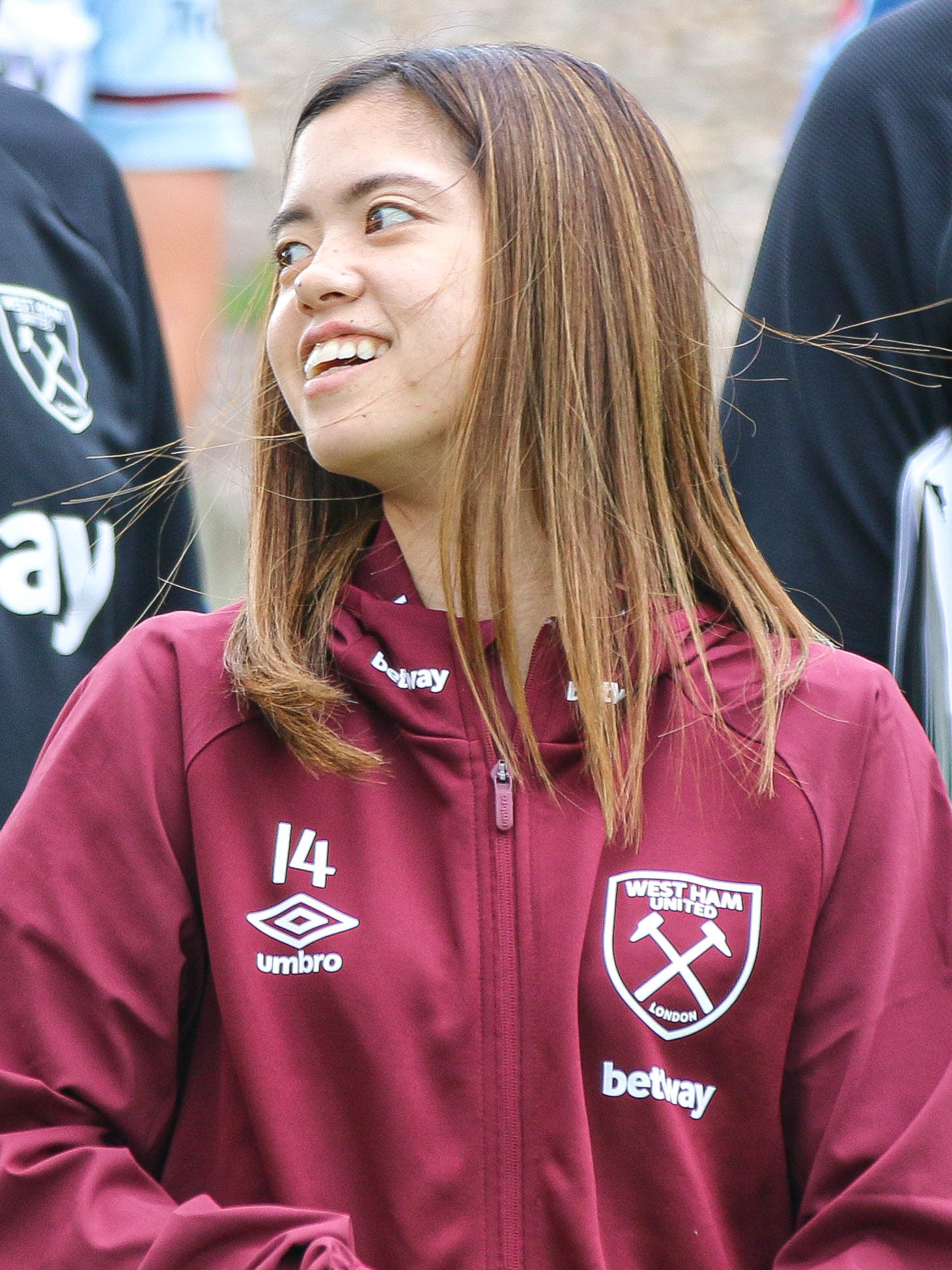
یوی هاسه‌گاوا

یوی هاسه‌گاوا (انگلیسی: Yui Hasegawa؛ زادهٔ ۲۹ ژانویهٔ ۱۹۹۷) بازیکن فوتبال است که در تیم ملی فوتبال زنان ژاپن بازی کرده‌است.